# صوفيا ليسكون
صوفيا ليسكون (الأوكرانية: Софія Лискун؛ من مواليد 7 فبراير 2002) غطاسة أوكرانية ، صاحبة الميدالية في بطولة أوروبا.
 فازت بالميدالية البرونزية في الغطس المتزامن لمنصة 10 أمتار مع فاليريا ليولكو في بطولة أوروبا للغوص لعام 2017 في كييف وذهبية في حدث الفريق (مع أوليه كولودي) في بطولة أوروبا مختلطة 2018 في غلاسكو.

## روابط خارجية
- صوفيا ليسكون على موقع الاتحاد الدولي للسباحة (الإنجليزية)
- صوفيا ليسكون على موقع قاعدة بيانات الغوص IAT (الألمانية)
- صوفيا ليسكون على موقع اللجنة الأولمبية الدولية (الإنجليزية)
- صوفيا ليسكون على موقع أوليمبيديا (الإنجليزية)